# Mattie & Wietze
Mattie & Wietze was de titel van het ochtendprogramma op het Nederlandse radiostation Qmusic dat werd gepresenteerd door Mattie Valk en Wietze de Jager.

## Geschiedenis
Van 11 april tot 29 april 2011 presenteerden de twee dj's, die tot dan toe elk een eigen nachtprogramma op de zender hadden, als proef samen een doordeweeks programma van middernacht tot 3 uur. Vanaf mei 2011 presenteerden ze samen een programma op de zondagavond van acht tot middernacht.
Van 27 tot 30 december 2011 en in de eerste week van januari 2012 namen de twee tijdelijk het ochtendprogramma van 6 tot 9 uur over. Op 6 april 2012 werd aangekondigd dat Mattie & Wietze vanaf 10 april 2012 het nieuwe ochtendprogramma van Qmusic zou worden. Als aanloop daarop verbleven de twee tijdens het paasweekend (7, 8 en 9 april) in de etalage van De Bijenkorf in Amsterdam.
Op 5 mei 2017 gingen Mattie en Wietze met ruzie uit elkaar. Mattie Valk bleek gekozen te hebben voor een solo-contract bij Qmusic en koos daarbij niet voor de voorgenomen duo-overstap naar de non-stopzender Sky Radio waar ze de ochtendshow zouden voortzetten.
Op 7 maart 2022 kwamen Mattie & Wietze eenmalig weer bij elkaar voor Radio 555.

## Hitlijsten
Mattie & Wietze zonden jaarlijks een aantal korte hitlijsten in hun programma uit:
- De Reclame Hits Top 30 (een top 30 van liedjes die in televisie- en radioreclames worden gebruikt).
- De Nana 19 (liedjes waar na-na-na in voorkomt).
- De Fluit 40 (liedjes waarin gefloten wordt).

## Discografie

### Singles
| Single met eventuele hitnotering(en) in de Nederlandse Top 40 | Datum van verschijnen | Datum van binnenkomst | Hoogste positie | Aantal weken | Opmerkingen                                        |
| ------------------------------------------------------------- | --------------------- | --------------------- | --------------- | ------------ | -------------------------------------------------- |
| Kop die bal in de goal                                        | 20-05-2014            | -                     |                 |              | met Mattie en Wietze / Nr. 94 in de Single Top 100 |
| Hang die bal in de boom                                       | 1-12-2014             | -                     |                 |              | met Mattie en Wietze                               |